# Ingmar Vos
Pour les articles homonymes, voir Vos.
Ingmar Vos (né le 28 mai 1986 à Rotterdam) est un athlète néerlandais, spécialiste du décathlon.
Il mesure 1,85 m pour 80 kg.

## Performances
Son meilleur décathlon a été effectué à Götzis le 31 mai 2009 : 8 003 points. La même année, il améliore, lors des Championnats du monde à Berlin ce total de six points, pour un total de 8 009 points (20e place).
Toujours au meeting de Götzis, il porte son record personnel à 8 224 points en 2012.

## Palmarès
| Date | Compétition                    | Lieu  | Résultat | Discipline | Points |
| ---- | ------------------------------ | ----- | -------- | ---------- | ------ |
| 2011 | Championnats d'Europe en salle | Paris | 5e       | Heptathlon | 6 020  |
| 2014 | Coupe d'Europe                 | Toruń | 3e       | Décathlon  | 7 959  |